# Daniel Jarque i González
Daniel Jarque i González (Barcelona, 1 de gener de 1983 - Florència, 8 d'agost de 2009) va ser un futbolista català que jugava en la posició de defensa central. Va desenvolupar la seva trajectòria esportiva al Reial Club Deportiu Espanyol de Barcelona.

## Trajectòria
Jarque va començar jugant al Club de Futbol Ciutat Cooperativa de Sant Boi de Llobregat però als 12 anys va passar a formar part de les categories inferiors del RCD Espanyol i debutaria amb el primer equip el 20 d'octubre de 2002 contra el Recreativo de Huelva.
Durant els següents dos anys aniria alternant el filial amb el primer equip. No seria fins a la temporada 2004-2005 i de la mà de Miguel Ángel Lotina que Jarque passaria a tenir fitxa del primer equip. Allà va aconseguir amb el club periquito el seu primer títol com a professional (la Copa del Rei que el club blanc-i-blau va guanyar davant el Reial Saragossa a la final que es va jugar a l'estadi Santiago Bernabéu el 2006), i també un subcampionat de la Copa de la UEFA (que va perdre davant el Sevilla FC a la final que es va disputar a Glasgow el 16 de maig de 2007). Des del 18 de juliol de 2009 era capità del RCD Espanyol.

## Mort
El 8 d'agost de 2009, cap a dos quarts de vuit de la tarda, Jarque va ser trobat sense coneixement a l'habitació de l'hotel de concentració de l'equip, després que la seva xicota, amb la qual parlava per telèfon quan va defallir, va avisar per telèfon Ferran Corominas, el seu company d'habitació, durant el sopar de l'equip. Malgrat que va ser traslladat ràpidament a un hospital, no se'l va poder reanimar. Jarque va morir a causa d'una asistòlia no desfibril·lable al Centre Tècnic Federal de la FIGC al barri de Coverciano, a la ciutat de Florència (Itàlia). A conseqüència del tràgic succés, el club anul·là el partit amistós contra el Bolonya FC 1909 i la resta de la gira que tenia programada per Itàlia, per tornar a Barcelona.
Com a mostra de suport, nombrosos afeccionats de l'equip blanc-i-blau s'aplegaren davant de la porta 21 (número del dorsal de Jarque) de l'estadi Cornellà-El Prat per retre homenatge al difunt capità de l'equip. El dia 11 d'agost, la capella ardent va ser instal·lada a l'estadi per la qual passaren més de 14.000 persones per retre-li l'últim homenatge. L'11 de juliol de 2010 Andrés Iniesta li dedicà el gol de la victòria a la final del mundial de Sud-àfrica 2010, davant la selecció dels Països Baixos, tot descobrint una samarreta interior (que duia sota la de la selecció espanyola) amb el missatge: "Dani Jarque siempre con nosotros".
Des de la seva mort, cada 8 d'agost, la porta número 21 del RCDE Stadium esdevé punt de reunió de tots aquells que recorden el jove jugador.
Cap altre jugador del club va lluir el número 21 fins al 2017, any en què fou assignat a Marc Roca.
Arran de la seva mort, es va iniciar una recollida de signatures, en la qual van participar centenars de veïns i veïnes de Sant Boi de Llobregat, per tal de demanar a l'Ajuntament d'aquesta localitat un canvi en el nom del camp de futbol municipal del barri de Ciutat Cooperativa (on Dani Jarque va iniciar-se en el món del futbol). Els signats demanaven que passés a anomenar-se Camp de Futbol Municipal Dani Jarque - Ciutat Cooperativa. El ple municipal va aprovar, per unanimitat, el canvi de nom de la instal·lació esportiva. L'estiu del 2011, es va fer l'acte oficial de canvi de nom amb la presència del llavors alcalde de Sant Boi, Jaume Bosch, i el president de l'Espanyol, Daniel Sánchez-Llibre.

## Palmarès
| Títol                  | Equip        | País      | Any       |
| ---------------------- | ------------ | --------- | --------- |
| Campió d'Europa sub-19 | Espanya      | Espanya   | 2002      |
| Copa del Rei           | RCD Espanyol | Catalunya | 2005-2006 |
| Copa Catalunya         | RCD Espanyol | Catalunya | 2005-2006 |
| Subcampió UEFA         | RCD Espanyol | Catalunya | 2006-2007 |